# Global Rapid Rugby 2020
El Global Rapid Rugby 2020 fue la segunda y última temporada del campeonato de rugby profesional Global Rapid Rugby de la región Asia-Pacífico.
Luego de finalizada la primera fecha del campeonato fue cancelado debido a la Pandemia de COVID-19 y la imposibilidad de realizar viajes internacionales.

## Equipos participantes
- China Lions
- Fijian Latui
- Malaysia Valke
- Manuma Samoa
- South China Tigers
- Western Force

## Modo de disputa
El torneo se disputó en formato de todos contra todos con partidos de local y visitante, los dos mejores equipos al final del torneo iban a disputar una final.

## Posiciones
| Pos. | Equipo             | Encuentros | Encuentros | Encuentros | Encuentros | Tantos | Tantos | Tantos | PB | PB | Puntos |
| Pos. | Equipo             | PJ         | PG         | PE         | PP         | F      | C      | Dif    | BO | BD | Puntos |
| ---- | ------------------ | ---------- | ---------- | ---------- | ---------- | ------ | ------ | ------ | -- | -- | ------ |
| 1.º  | Western Force      | 1          | 1          | 0          | 0          | 51     | 14     | +37    | 1  | 0  | 5      |
| 2.º  | South China Tigers | 1          | 1          | 0          | 0          | 52     | 27     | +25    | 1  | 0  | 5      |
| 3.º  | China Lions        | 1          | 1          | 0          | 0          | 29     | 22     | +7     | 1  | 0  | 5      |
| 4.º  | Fijian Latui       | 1          | 0          | 0          | 1          | 22     | 29     | -7     | 0  | 0  | 0      |
| 5.º  | Manuma Samoa       | 1          | 0          | 0          | 1          | 27     | 52     | -25    | 0  | 0  | 0      |
| 6.º  | Malaysia Valke     | 1          | 0          | 0          | 1          | 14     | 51     | -37    | 0  | 0  | 0      |

#### Primera Fecha
| 14 de marzo | Fijian Latui | 22 - 29 | China Lions | Estadio Nacional de Fiyi, Suva |  |

| 14 de marzo | Western Force | 51 - 14 | Malaysia Valke | HBF Park, Perth |  |

| 14 de marzo | Manuma Samoa | 27 - 52 | South China Tigers | HBF Park, Perth |  |